# The Goddess-Music for the Ancient of Days
The Goddess-Music for the Ancient of Days est un album de John Zorn paru sur le label Tzadik en 2010. Il se situe dans la lignée de Alhambra Love Songs et de In Search of the Miraculous, avec le même trio de base (Burger, Cohen, Perowsky) augmenté de guitare, harpe et vibraphone.

## Titres
| 1.    | Enchantress           | 7:44  |
| 2.    | Ishtar                | 5:36  |
| 3.    | Heptameron            | 5:18  |
| 4.    | White Magick          | 6:37  |
| 5.    | Drawing Down The Moon | 5:49  |
| 6.    | Beyond The Infinite   | 11:51 |
| 7.    | Ode To Delphi         | 4:44  |
| 47:39 |                       |       |

## Personnel
- Rob Burger (en) - piano
- Trevor Dunn - basse
- Carol Emanuel (it) - harpe
- Ben Perowsky (en) - batterie
- Marc Ribot - guitare
- Kenny Wollesen - vibraphone